# Ferite (film)
Ferite è un film del 2022 diretto da Vittorio Rifranti, scritto da Vittorio Rifranti e Vernante Pallotti, con protagonisti Daniele Marcheggiani e Camilla Tedeschi.

## Trama

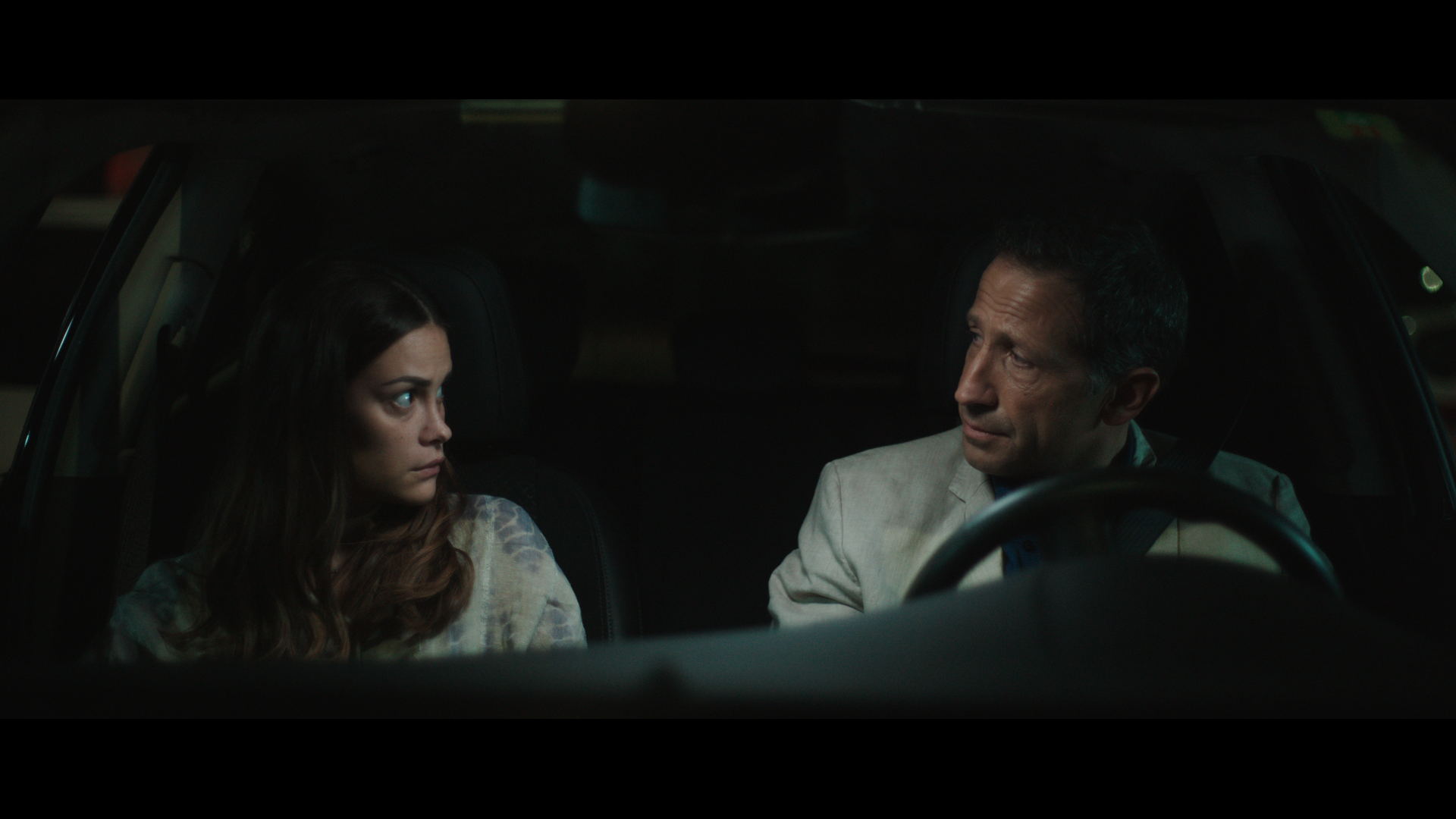
Una scena del film con Daniele Marcheggiani e Camilla Tedeschi.

Emanuele Dominici è un regista teatrale. Sta preparando un monologo tratto dal romanzo incompiuto di Fëdor Dostoevskij Netocka Nezvanova e affronta i provini alla ricerca di una giovane interprete. Sceglie dopo molti dubbi Irene, una ragazza determinata e allo stesso tempo timida e fragile. Fra i due, ben presto, si sviluppa un rapporto complesso, sospeso tra le prove sul palcoscenico e i sentimenti che provano l’uno per l’altra.
Ma nella casa a due piani di Emanuele, l’uomo nasconde una stanza segreta chiusa a chiave, dove si mescolano i suoi fantasmi, le sue ossessioni e le cui pareti sono tappezzate di fotografie di tre giovani donne che ha amato veramente e di cui proietta periodicamente dei filmati sull’unica parete vuota. Quando Irene scopre la stanza il rapporto fra di loro sarà destinato inevitabilmente a modificarsi profondamente e a percorrere una deriva pericolosa per Irene, magari immaginando di essere la protagonista di quella parete scoperta.
Sia Emanuele che Irene, sanno che questa relazione li porterà verso una fine, ma quale sia la fine non è dato a sapersi...

## Produzione
Nel giugno 2021 la Independent Movie Productions annuncia la produzione del nuovo film di Vittorio Rifranti dal titolo FERITE, scritto dallo stesso Vittorio Rifranti e Vernante Pallotti. Si aggiungono poi in coproduzione le italiane Cactus Production e Limeline.
Le riprese iniziano nel luglio dello stesso anno e si svolgono durante 4 mesi in Lombardia (Italia) e Svizzera.
I protagonisti sono Daniele Marcheggiani e Camilla Tedeschi, al quale si aggiungono Fabrizio Rocchi e Giorgia Faraoni. 

## Promozione
Il primo trailer del film è stato pubblicato il 22 novembre 2022.

## Distribuzione
Il film è stato proiettato in anteprima mondiale alla 56ª edizione del HOF International Film Festival il 27 ottobre 2022.
In Italia è uscito nelle sale il 29 marzo 2023